# E35

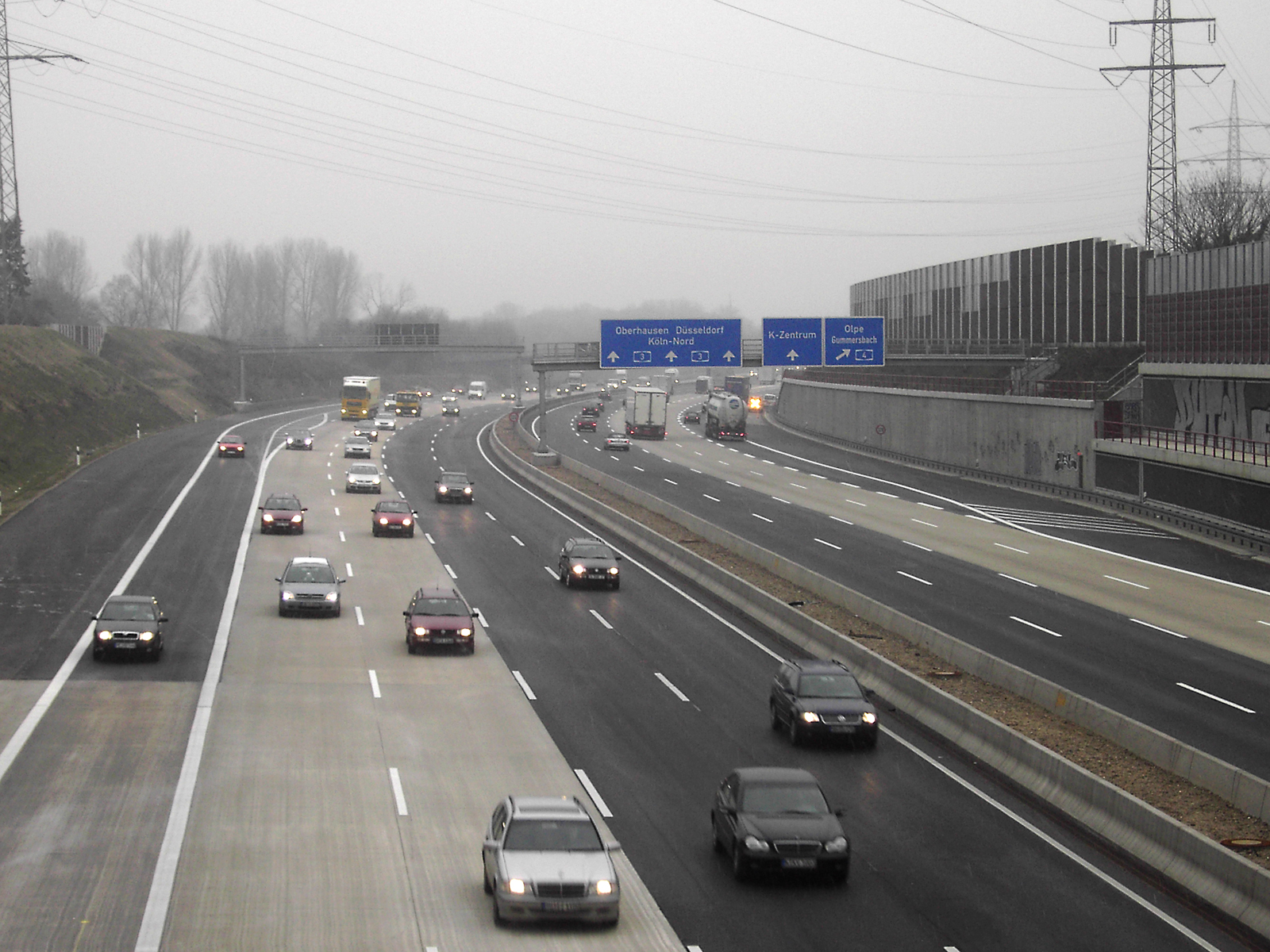
E35 vid Köln.

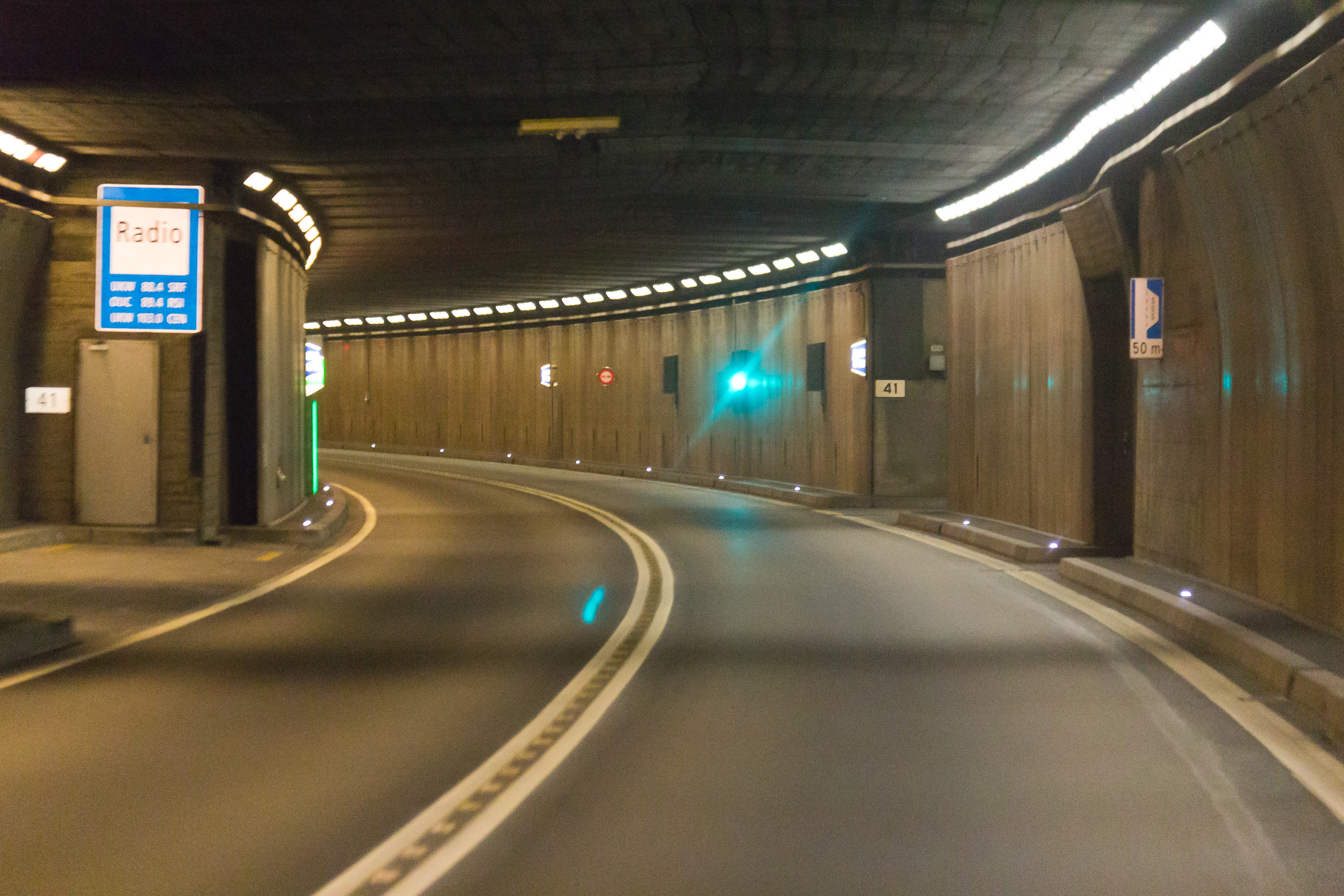
Sankt Gotthardstunneln från insidan.

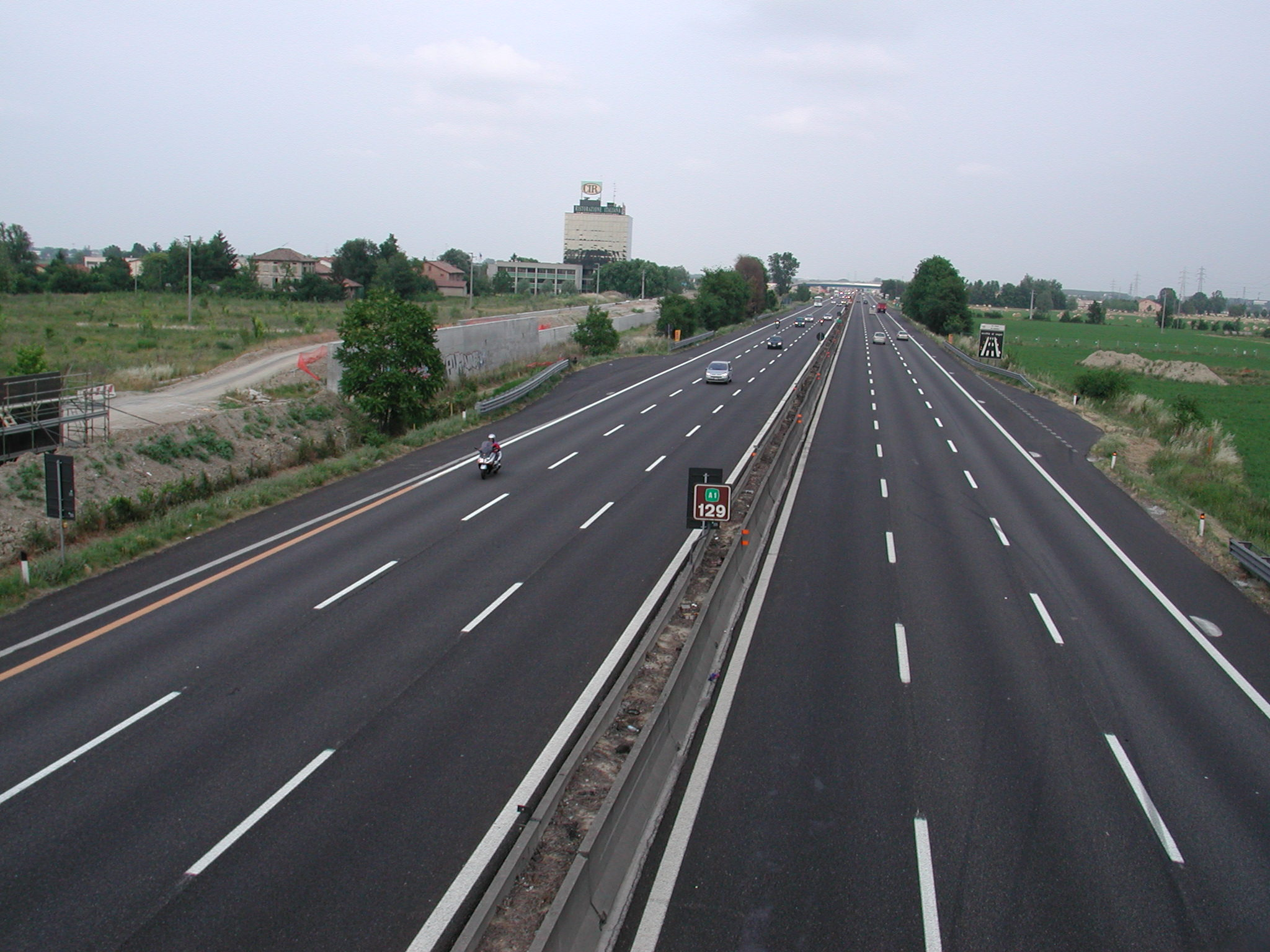
E35 vid Reggio nell'Emilia (nära Modena).

E35 eller Europaväg 35 är en europaväg som börjar i Amsterdam i Nederländerna, passerar genom Tyskland och Schweiz, samt slutar i Rom i Italien. Längden är 1 660 kilometer.

## Sträckning
Amsterdam - Utrecht - Arnhem - (gräns Nederländerna-Tyskland) - Emmerich - Oberhausen - Köln - Frankfurt am Main - Heidelberg - Karlsruhe - Offenburg - (gräns Tyskland-Schweiz) - Basel - Olten - Luzern - Altdorf - S. Gottardo - Bellinzona - Lugano - (gräns Schweiz-Italien) - Como - Milano - Piacenza - Parma - Modena - Florens - Arezzo - Rom

## Standard
Vägen är motorväg hela vägen. Den nyttjar följande nationella motorvägar:
- A2 (motorväg, Nederländerna)
- A12 (motorväg, Nederländerna)
- A3 (motorväg, Tyskland)
- A5 (motorväg, Tyskland)
- A2 (motorväg, Schweiz)
- A1 (motorväg, Italien)

I Schweiz passerar den genom världens näst längsta vägtunnel, Sankt Gotthardstunneln, 16,9 km lång. Just i tunneln är det inte motorväg, utan motortrafikled, en körbana, två filer.

## Anslutningar till andra europavägar
| - E22 - E25 - E30 - E311 - E34 - E37 |  | - E40 - E44 - E42 - E451 - E50 - E52 |  | - E54 - E60 - E25 - E41 - E43 - E62 |  | - E64 - E70 - E33 - E45 - E76 - E78 |